# 新月形沙丘
新月形沙丘是风成地貌的一种。由风所夹带的沙粒堆积而成。迎风坡凸而平缓，坡度在5°～20°之间；背风坡凹而陡，坡度在28°～34°之间。两坡交接成弧形沙脊。两翼末端沿着盛行风吹动方向伸展。平面呈新月形，高几米到十余米不等，宽度一般为100～300米。主要分布于沙漠地区，少数也见于河谷及海岸地区。在沙源比较丰富的情况下，这类沙丘依次在两翼相接，成链条状，称新月形沙丘链。

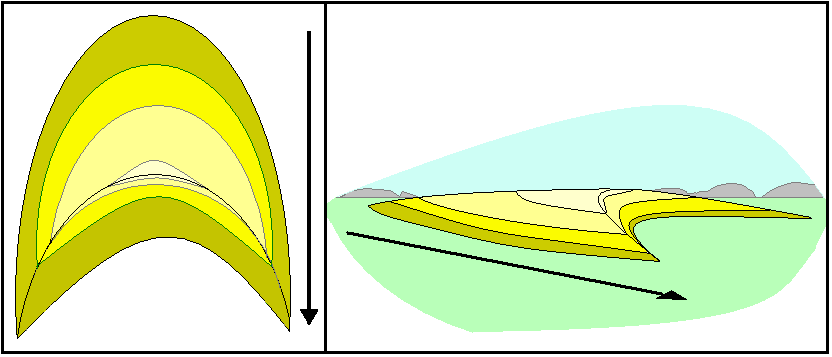
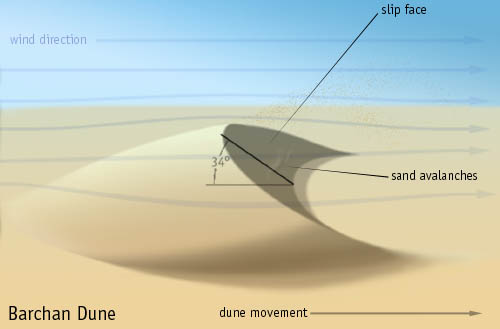
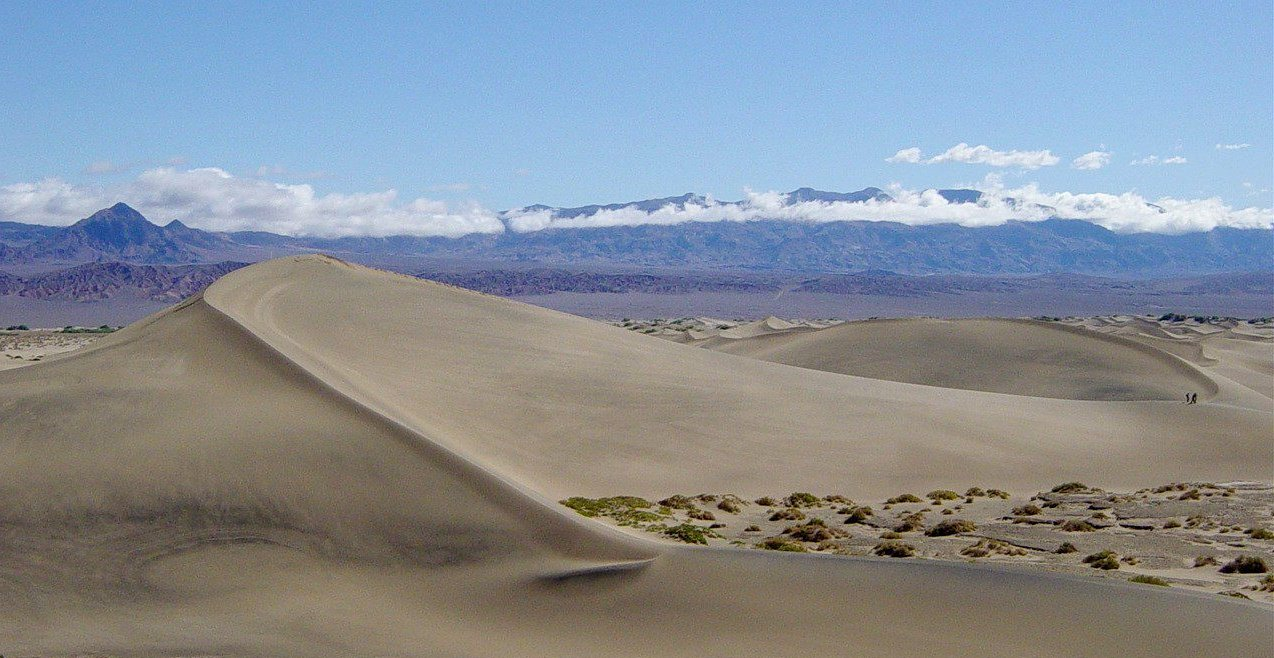